# Фолклорен и исторически музей на Михалис Царцидис
Фолклорният и исторически музей на Михалис Царцидис (на гръцки: Λαογραφικό Ιστορικό Μουσείο Μιχάλη Τσαρτσίδη) е частен музей в македонския град Валовища (Сидирокастро), Гърция.

## Описание
Музеят е създаден в 1979 година и се състои от две секции – военна и етнографска. Михалис Царцидис започва да събира оръжия и военни артефакти в 1941 година. Колекцията му съдържа оръжия от Балканските, Първата и Втората световна война. В нея могат да се видят разнообразни пушки, револвери и пистолети, германски бомби от Първата световна война, патрондаши, каски, раници, снимки на Рупелската битка, писма от гръцки войници, пазени в техните пушки, знамето на Щаба на Гръцката армия в Близкия Изток, германски пропагандни плакати и калъп сапун от човешка мазнина. Рядък екземпляр е пушка, маскирана като бастун, използвана за тайни екзекуции. Най-новите екземпляри са сръбски каски от Косовската война.
Етнографската секция няма за цел да пресъздава традиционния начин на живот, а да запази и изложи някои рядки и не толкова рядки сечива, носии и други артефакти. Забележителни са трите меха – ковашки, медникарски и сладкарски, калъпи за лято желязо, калъпи за тухли, дървени катинари и различни инструменти за рушене.
- Част от етнографската секция
- Картечница от Гръцката армия
- Оръжия